# Josef Eret
Josef Eret (30. října 1892, Červený Hrádek (Plzeň-město) – 15. března 1973, Washington, D.C., USA) byl původně pedagog. Během první světové války byl příslušníkem československých legií v Itálii (I. odboj). Jako důstojník prvorepublikové československé armády prošel mnoha vyššími velitelskými funkcemi. V roce 1938 v hodnosti plukovníka velel pěšímu Pluku 29 „plukovníka Josefa Jiřího Švece“ v Jindřichově Hradci. Mezi léty 1935 až 1939 se dostal pracovně i osobně do blízkého kontaktu s prezidenty republiky: Masarykem, Benešem i Háchou. Za Protektorátu Čechy a Morava se angažoval v řadách organizátorů domácího protiněmeckého odboje (II. odboj). Na konci druhé světové války byl významným velitelem pražského květnového povstání 1945. Po druhé světové válce byl povýšen do hodnosti brigádního generála, ale po únoru 1948 žil v emigraci v USA, odkud se tento významný český exilový generál již nikdy do vlasti nevrátil. Po sametové revoluci byl plně rehabilitován a koncem roku 2011 bylo jeho jméno (generála Josefa Ereta) propůjčeno 44. lehkému motorizovanému praporu (44. lmpr.) 4. brigády rychlého nasazení AČR v Jindřichově Hradci.

## Život

### Studia a první světová válka

#### Rodinný původ
Josef Eret se narodil 30. října 1892 v Červeném Hrádku v okrese Plzeň-město v rodině sedláka Martina Ereta a jeho ženy Anny Eretové (rozené Benešové)[zdroj⁠?!] jako prvorozený syn (celkem měl ještě šest mladších bratrů).

#### Studia
Nižší reálné gymnázium v Plzni studoval od září 1904 do června 1908 a protože se chtěl vydat na dráhu kantora, zahájil v září 1908 studia na učitelském ústavu v Plzni (s českým vyučovacím jazykem). Studium úspěšně ukončil v červenci 1912 maturitou, V letech 1912 až 1914 vyučoval na západočeských venkovských školách. Po vypuknutí první světové války byl ve druhé polovině července 1914 mobilizován a svoji prezenční službu nastoupil do Plzně jako záložní kadet (jednoroční dobrovolník) u 7. zeměbraneckého pěšího pluku c. k. rakousko-uherské armády a krátce na to (po nezbytném výcviku) byl s tímto plukem (7.zem.p.pl.) odvelen na srbskou frontu.

#### Na srbské frontě
Dne 28. listopadu 1914 byl na srbské frontě (v hodnosti kadeta) spolu se svojí četou zajat a necelý rok strávil v zajateckém táboře v Niš, kde se účastnil samosprávy. Po zhroucení srbské fronty absolvovali v říjnu 1915 zajatci tohoto tábora evakuační pochod přes Albánii do Itálie.

#### Na italské frontě
Žádost o přijetí (jako dobrovolník) do vznikající československé armády (do československých legií v Itálii) si podal 25. listopadu 1917 a to v Umbrii (vnitrozemský kraj ve střední Itálii) v lokalitě označované jako „Načer“. Písemně kontaktoval zajatecký Československý dobrovolnický sbor a stal se jeho důvěrníkem. V březnu 1918 absolvoval italský důstojnický kurz. V dubnu 1918 byl povolán do činné služby a od 26. dubna 1918 se Josef Eret stal příslušníkem (v hodnosti podporučíka ve funkci velitele 1. čety) tehdejšího 31. československého pěšího pluku italských legií.

#### Doss Alto di Nago

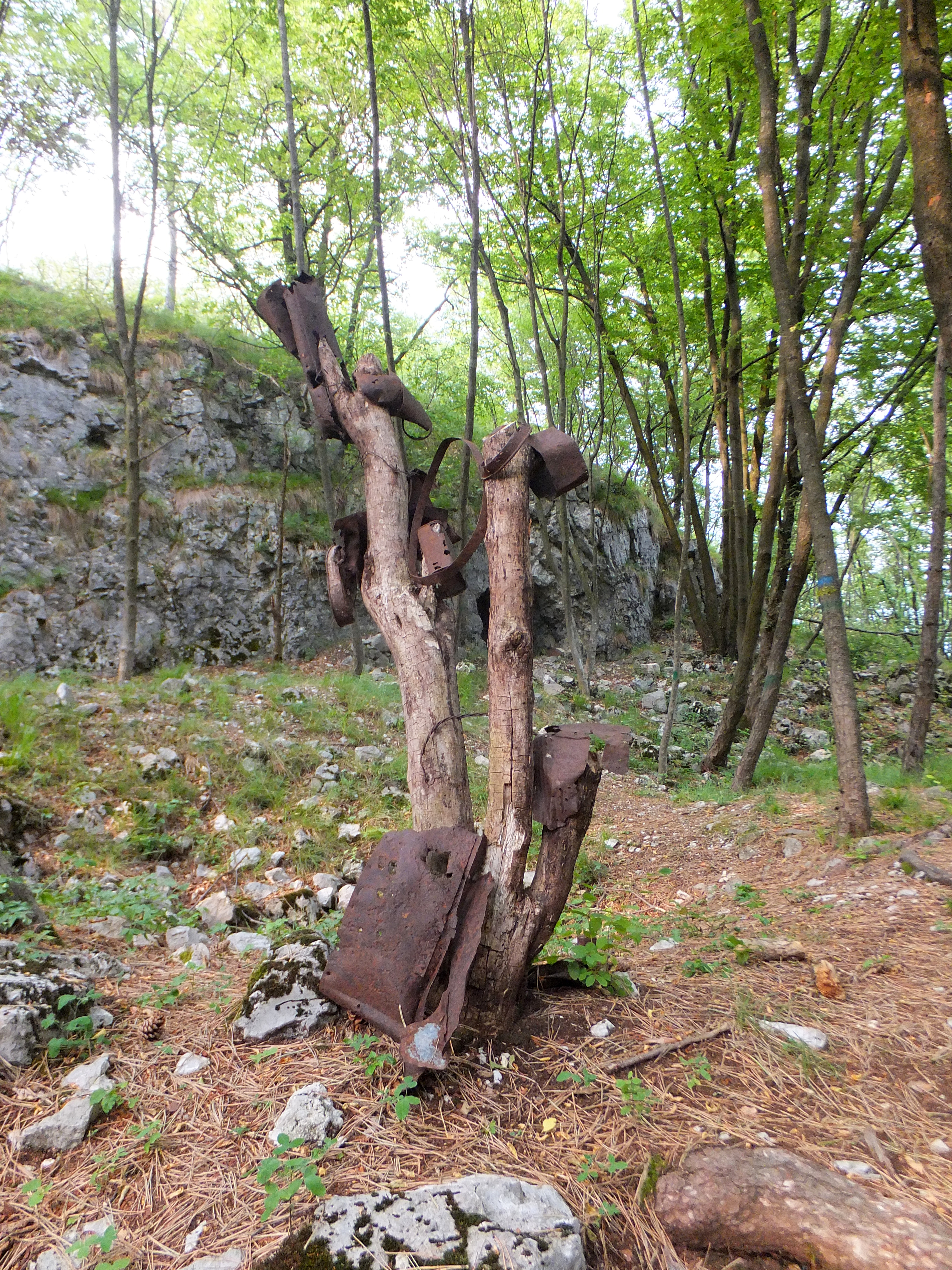
Zbytky vojenského materiálu z první světové války pod vrcholem hory Doss Alto di Nago

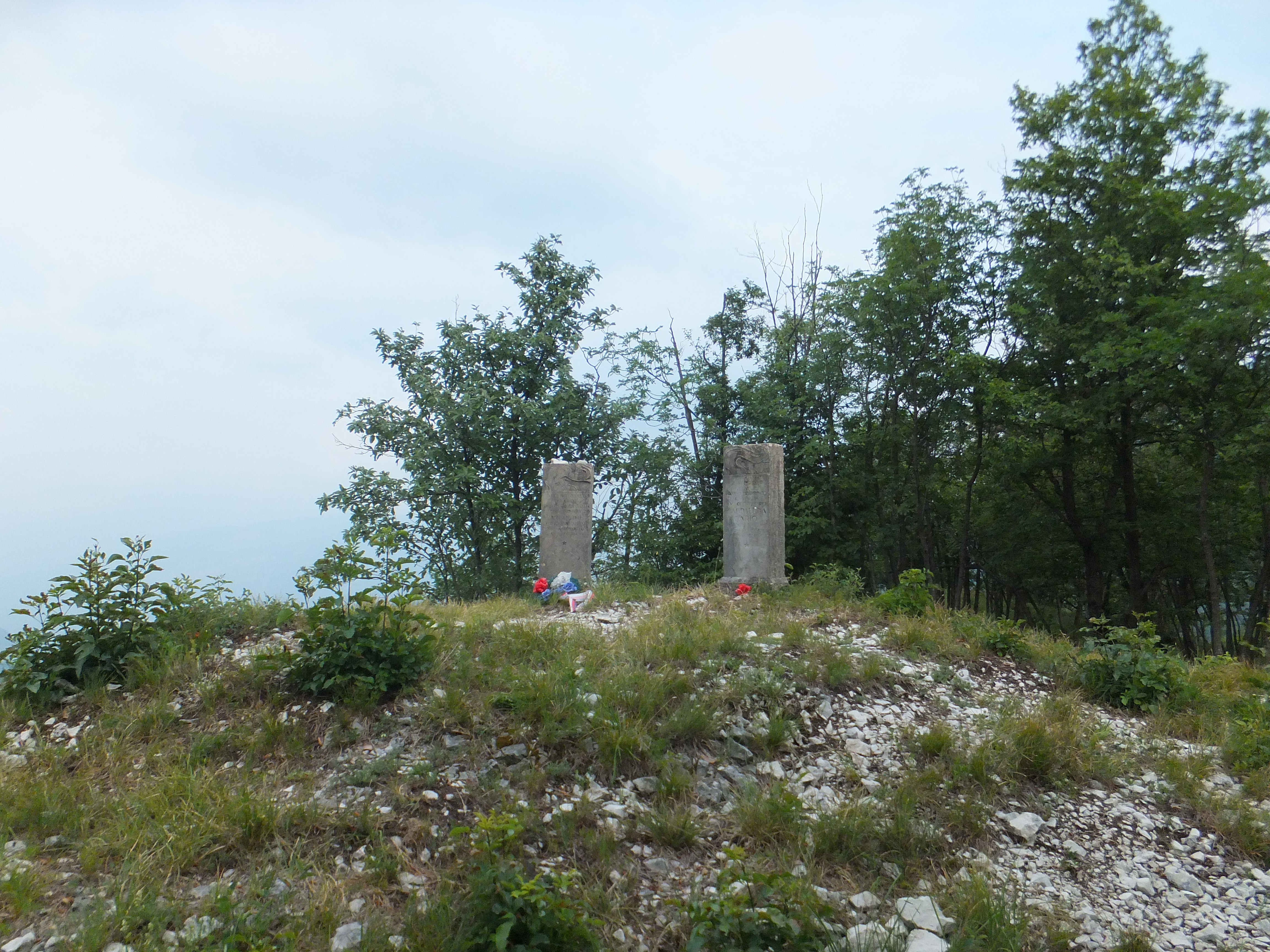
Pomníčky na vrcholu hory Doss Alto di Nago

Boje u Doss Alta (21. září 1918) absolvoval se svojí četou v hodnosti podporučíka, ale od 15. října 1918 byl povýšen na poručíka a byla mu přidělena funkce velitele 1. pěší roty 31. československého pěšího pluku italských legií. Jako italský legionář se Josef Eret (v této funkci i hodnosti) vrátil zpět do Československa dne 26. prosince 1918. Definitivně byl vyřazen z evidence čs. legionářů k 31. prosinci 1919.

### Mezi světovými válkami

#### Boje na Slovensku
Formující se prvorepubliková československá armáda musela čelit okupaci větší části území východního a jižního Slovenska maďarskými bolševiky, kteří tam vyhlásili Slovenskou republiku RAD (SRR). Tento dočasný státní útvar (existující od 16. června 1919 do 7. července 1919) byl komunistický (uplatňoval diktaturu proletariátu) a byl naprosto závislý na Maďarské republice rad. Úkolem vojáků československé armády bylo vytlačit Maďary (bolševiky Bély Kúna) za oficiální slovenské hranice.
Jako velitel roty byl Josef Eret před koncem roku 1918 odeslán na jižní Slovensko. Do bojů s okupační maďarskou Rudou armádou v oblasti maďarského Miskolce, slovenských Košic, Margecan a Lučence zasáhl i nadporučík Josef Eret. Na Slovensku působil až do druhé poloviny července 1919. Domů se vrátil v červenci 1919, když byl předtím (během bojů) na Slovensku povýšen od 1. května 1919 do hodnosti kapitána.

#### Znojmo
Po návratu ze Slovenska (koncem července 1919) byl Josef Eret přidělen k veliteli 6. divize ve Znojmě ve funkci jeho pobočníka (zástupce velitele 1. praporu) a náčelníka štábu. Od července 1919 zastával funkci zástupce velitele praporu. Poté byl jmenován náčelníkem štábu 6. pěší divize (to už v hodnosti kapitána). Počátkem prosince 1919 vykonával funkci náčelníka štábu u 12. pěší brigády, která byla dislokována také ve Znojmě. Tady pracoval až do konce března roku 1920.

#### Kurzy a válečná studia

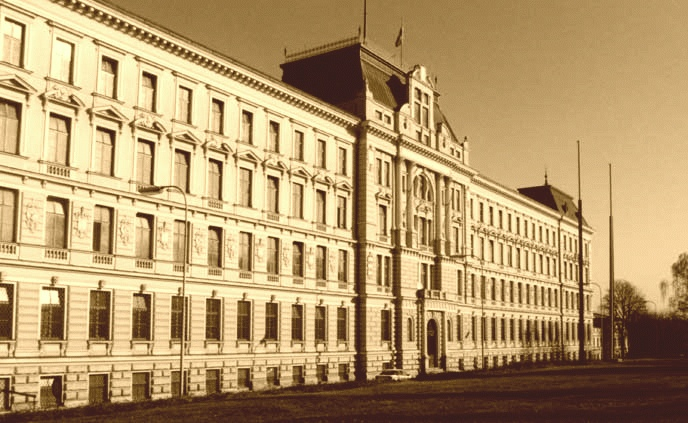
Budova Vysoké školy válečné v Praze

V rozmezí od dubna 1920 až do konce září 1920 byl Josef Eret převelen do Prahy a přidělen ke studiu I. ročníku školy generálního štábu (jednalo se o kurs pro výchovu důstojníků generálního štábu). Po absolvování tohoto I. ročníku byl v září 1920 přidělen na zkušenou ke štábu 4. divize hrubého dělostřelectva a jezdectva. Tady působil až do poloviny listopadu 1921, kdy nastoupil ke studiu do II. ročníku Válečné školy. Studium druhého ročníku Válečné školy v Praze dokončil koncem srpna 1922.

#### Dvacátá léta 20. století
Od roku 1922 byl přednostou 1. a pak 4. oddělení štábu 1. divize. Dne 28. prosince 1922 se Josef Eret oženil s Aloisií Pokornou.
Od roku 1923 byl převelen k 1. oddělení hlavního štábu Ministerstva národní obrany (tady zastával funkci zástupce přednosty a ještě ke konci roku 1922 byl povýšen do hodnosti štábního kapitána generálního štábu). U 1. oddělení hlavního štábu ministerstva národní obrany působil od roku 1923 až do konce září roku 1928. Během této doby (1923–1928) absolvoval telegrafní kurz v Kutné Hoře; v roce 1926 byl povýšen do hodnosti majora.
Od roku 1928 vykonával funkci náčelníka štábu 33. pěšího pluku (v hodnosti majora generálního štábu). Od října 1928 měl být Josef Eret převelen k pěšímu pluku 33, ale prakticky stále zůstával v 1. oddělení hlavního štábu v Praze. Tady byl 29. prosince 1928 povýšen na podplukovníka.

#### Třicátá léta 20. století
Na dvouměsíční stáži ke štábům francouzské armády do Francie byl vyslán v dubnu 1930. Po návratu ze stáže ve Francii dále působil v Praze (jako přednosta) na 1. oddělení hlavního štábu. Koncem září 1930 byl převelen do Podbořan k pěšímu pluku 38 (konkrétně k jeho 3. praporu). Na konci září 1931 jej čekalo přemístění k 1. divizi v Praze a byl tu ustanoven do funkce náčelníka štábu. (v té době už měl 3 roky hodnost podplukovník generálního štábu) V letech 1931 až 1934 byl náčelníkem štábu 1. divize.
K vojenské kanceláři prezidenta republiky T. G. Masaryka (aby tam řídil štáb) jej převeleli v polovině září 1935 a zde byl také v červenci 1937 povýšen do hodnosti plukovníka generálního štábu.

#### Pěší pluk 29

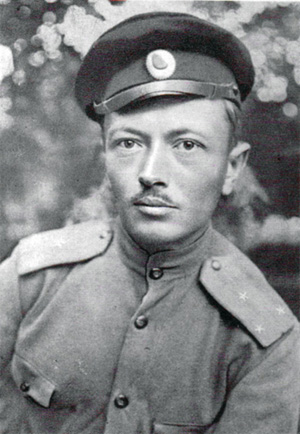
Josef Jiří Švec – (Pěší pluk 29 „plukovníka Josefa Jiřího Švece“ v Jindřichově Hradci)

Dne 15. listopadu 1937 byl Josef Eret převelen do Jindřichova Hradce a byl zde ustanoven zatímním velitelem Pěšího pluku 29 „plukovníka Josefa Jiřího Švece“ v Jindřichově Hradci. Fakticky se ujal velení tohoto útvaru od 15. prosince 1937. V době částečné mobilizace československé armády (květen 1938) byl Pěší pluk 29 pod velením plukovníka Josefa Ereta vyslán do pohraničí Třeboňska a Novobystřicka. (v té době byl již Josef Eret v hodnosti plukovníka generálního štábu) Po vyhlášení všeobecné mobilizace československé armády (večer 23. září 1938) byl Pěší pluk 29 odpovědný za obranu hlavního postavení hranic v úseku od Mladošovic na Třeboňsku po Staré Město pod Landštejnem. Podpis Mnichovské dohody (30. září 1938) ale ukončil mobilizaci i veškeré snahy o uchování celistvosti Československa. V letech 1938–1939 vedl Josef Eret 2. oddělení hlavního štábu.

#### Dr. Edvard Beneš

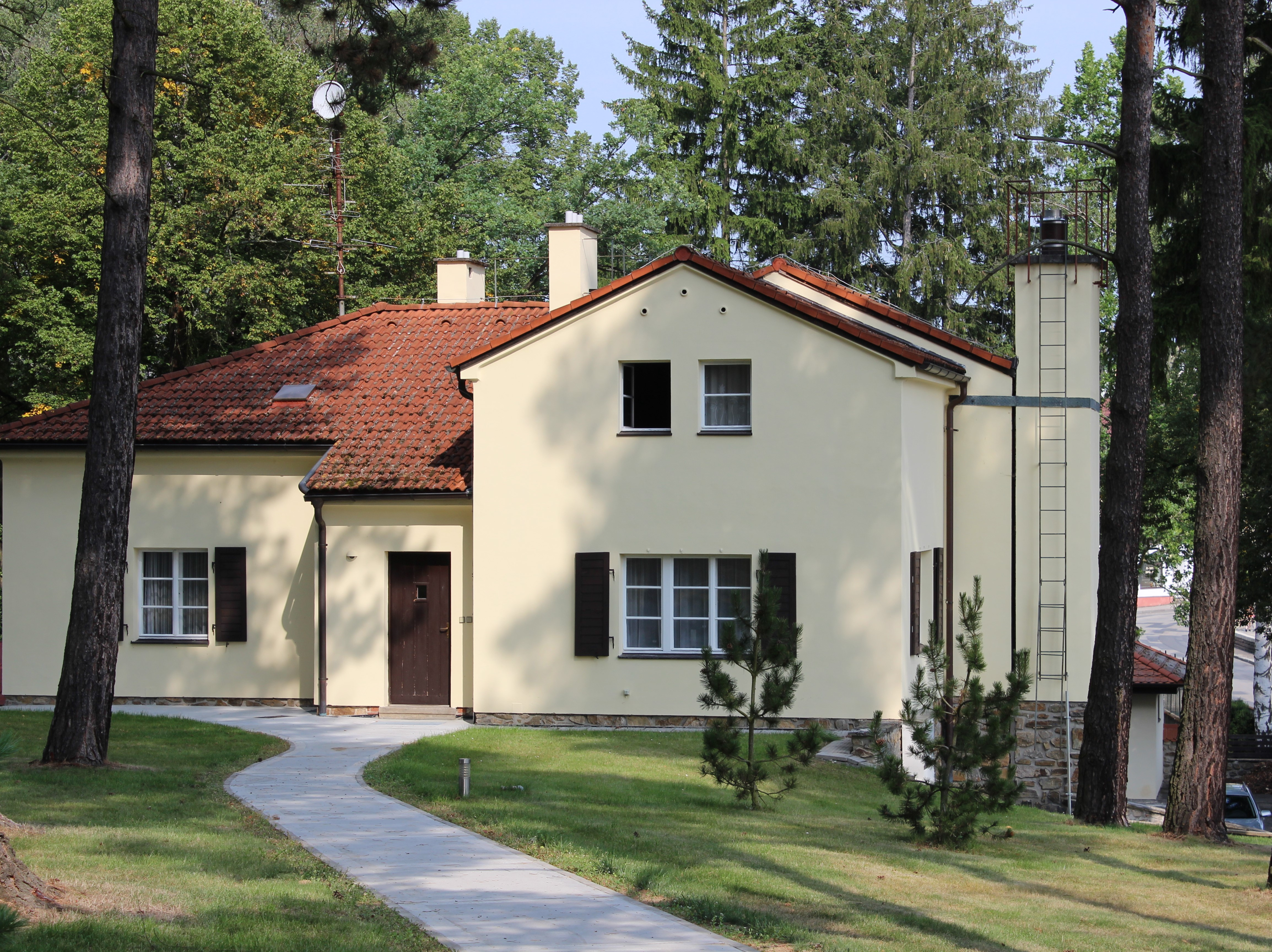
Místo neveřejné schůzky – Benešova vila v Sezimově Ústí

Dne 5. října 1938, po přijetí Mnichovské dohody, Dr. Edvard Beneš na nátlak Němců abdikoval na funkci prezidenta republiky. Krátce po této události se uskutečnilo v Sezimově Ústí (v Benešově vile) setkání exprezidenta s jeho nejbližšími spolupracovníky:
- šlechtic, právník, politik a diplomat Max Lobkowicz;
- šlechtic a novinář Lidových novin Zdeněk Bořek Dohalský;
- chirurg a diplomat MUDr. Václav Girsa;
- diplomat a vedoucí politického odboru kanceláře prezidenta Edvarda Beneše Jan Jína;
- národně demokratický politik, publicista a vydavatel časopisu Demokratický střed JUDr. Zdeněk Chytil (* 13. září 1889, České Budějovice – 3. května 1945, Malá pevnost Terezín);
- plukovník Josef Eret a
- právník JUDr. Ivan Klouda (1900–1978).[8]

Tématem setkání byly prvotní organizační přípravy na blížící se střet s hitlerovským Německem. K této skupině Benešových věrných stoupenců se postupně přidávali i další spolupracovníci, například:
- vedoucí Kanceláře prezidenta Edvarda Beneše a diplomat Jaromír Smutný;
- politik a právník JUDr. Ladislav Rašín (syn Aloise Rašína) a
- tajemník prezidenta Edvarda Beneše, právník a politik JUDr. Prokop Drtina.[8]

Celá skupina těchto osob z blízkého okruhu Dr. Edvarda Beneše (včetně plukovníka Josefa Ereta) se následně v létě roku 1939 začlenila do vrcholné struktury (řídícího orgánu) demokratického protiněmeckého odboje, jímž bylo ilegální Politického ústředí (PÚ) zaměřené na udržování zpravodajských kontaktů s exilem.

Lidé z okruhu Dr. Edvarda Beneše
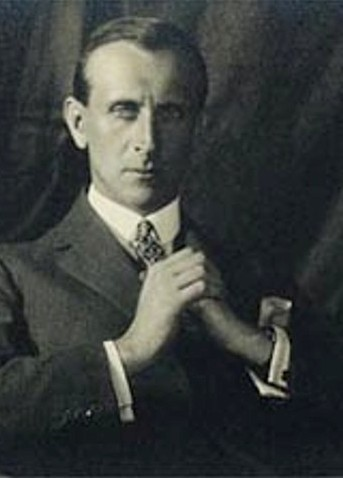
JUDr. Max Lobkowicz
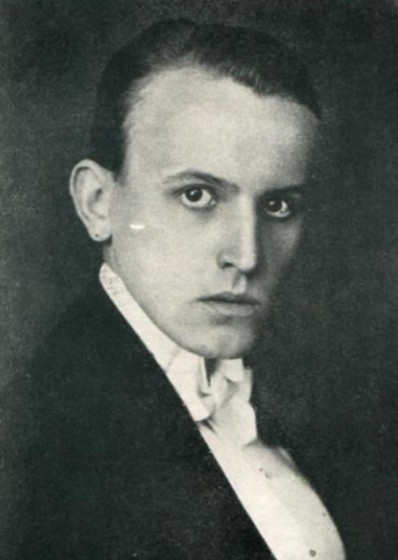
Zdeněk Bořek Dohalský
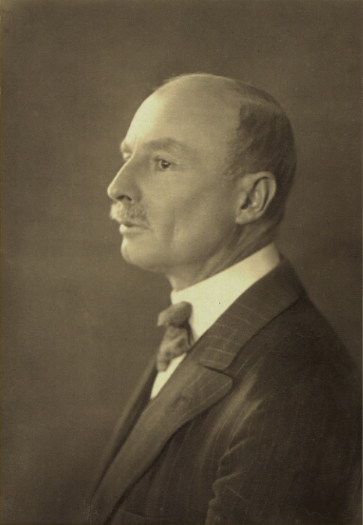
MUDr. Václav Girsa
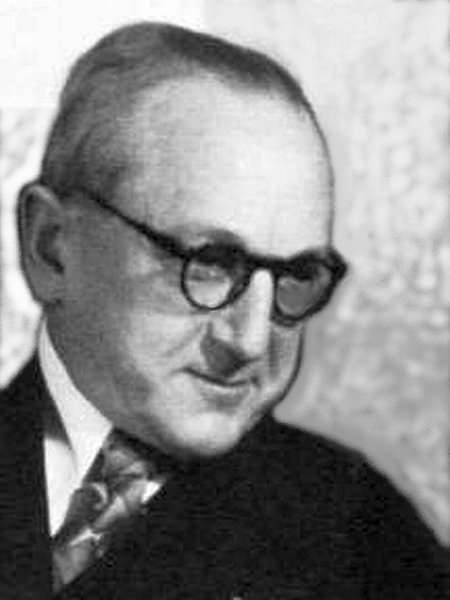
JUDr. Jan Jína
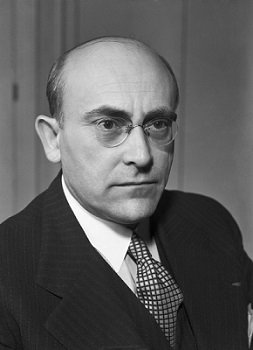
Jaromír Smutný
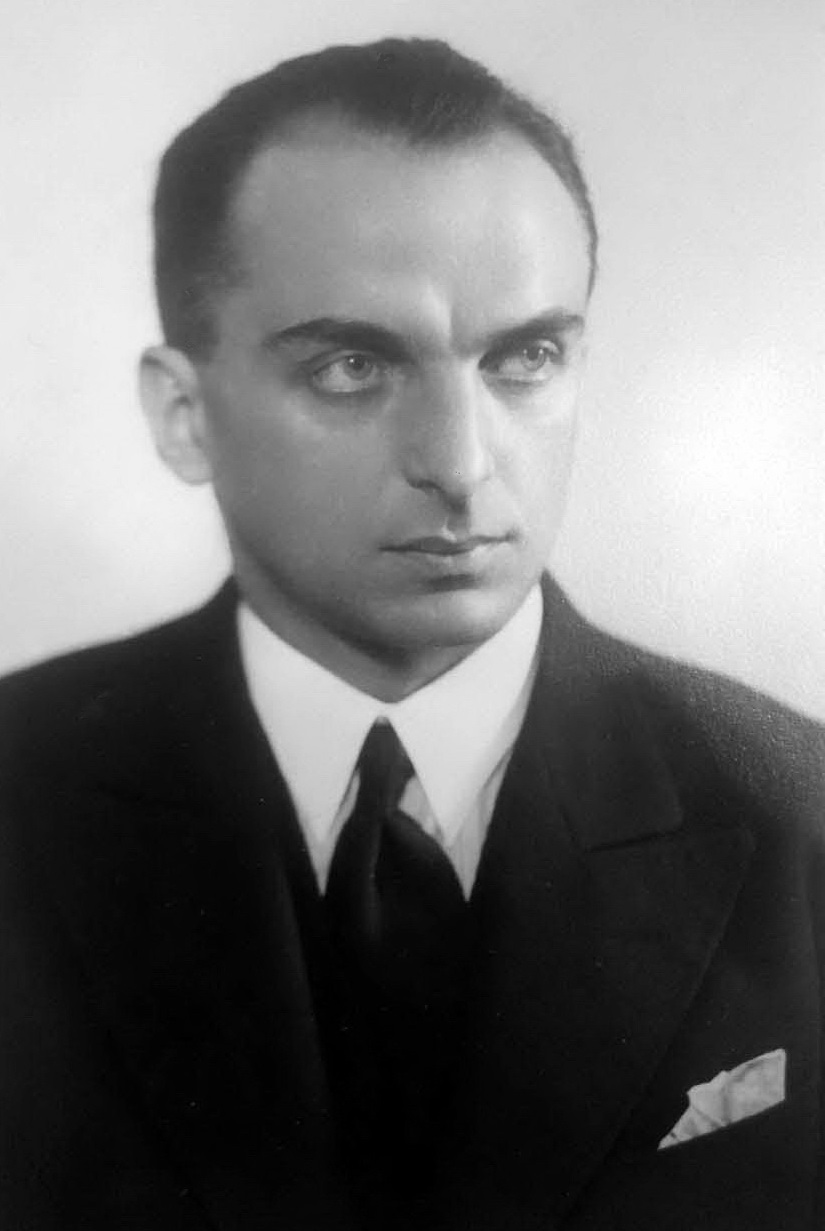
JUDr. Ladislav Rašín
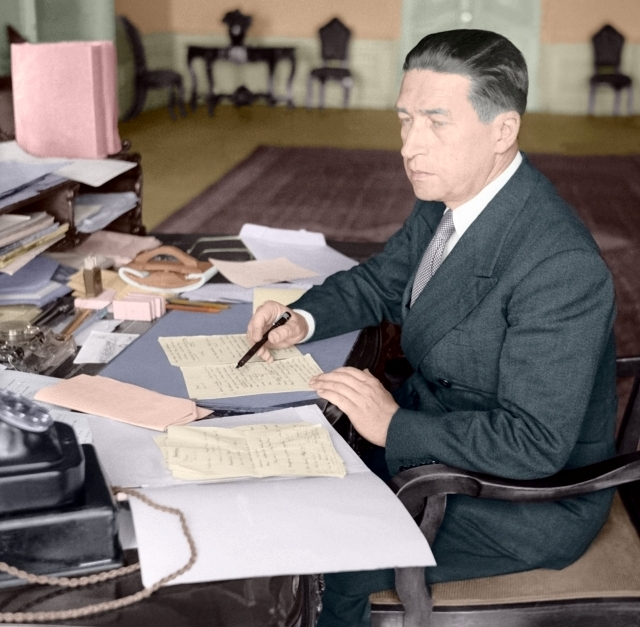
JUDr. Prokop Drtina

### Protektorát Čechy a Morava

#### Msgre. Jaroslav Janák

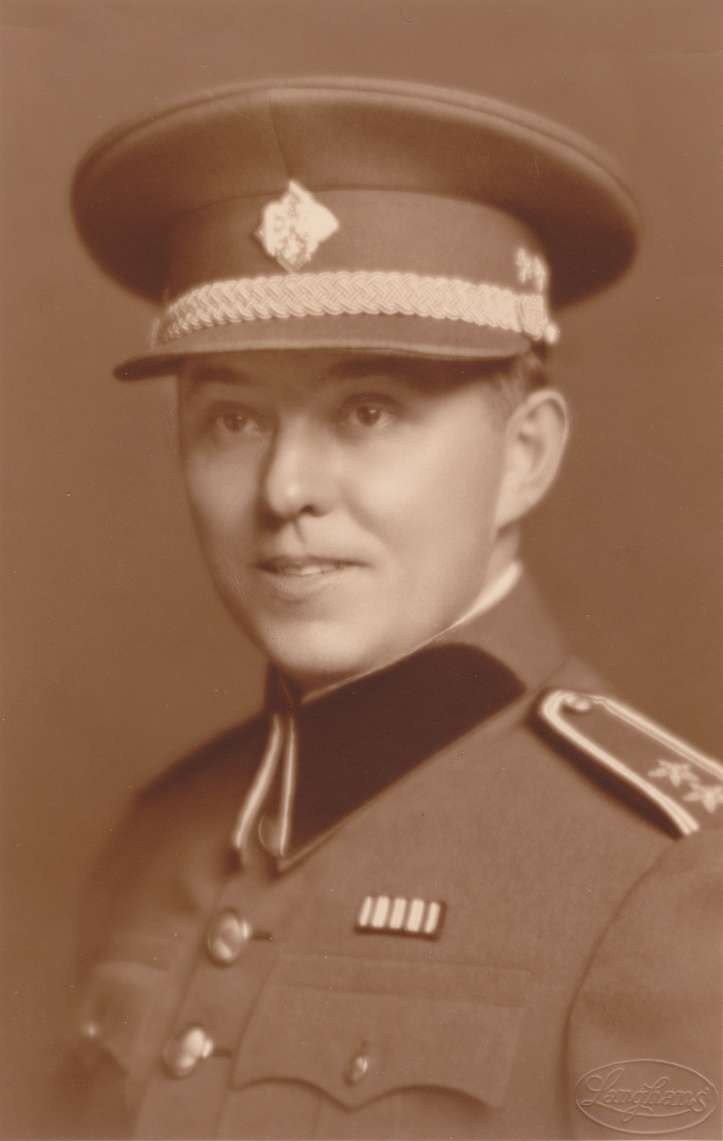
Generál duchovní Msgre. Jaroslav Janák

Po vzniku protektorátu (15. března 1939) došlo během jara a začátkem léta 1939 k rozpuštění prvorepublikové československé armády a vojáci z povoláni byli určováni na různá místa v protektorátní státní správě. V rámci likvidace branné československé moci byl rozpuštěn i pěší pluk 29. Josef Eret byl dočasně přidělen ke 2. oddělení hlavního štábu ministerstva obrany v Praze, ale od 1. srpna 1939 byl převeden do kulturního odboru kanceláře (do osobního kabinetu) státního prezidenta JUDr. Emila Háchy v Praze jako vrchní odborný rada. Po dohodě s generálem Aloisem Eliášem (a s vědomím Emila Háchy) předal Josef Eret konspiračně částku 500 tisíc českých korun (z finančních fondů Dr. Emila Háchy) do rukou plukovníka duchovní služby Msgre. Jaroslava Janáka. Tyto peníze Janák používal (prostřednictvím Katolické Charity a po dohodě s jejím tehdejším ředitelem Msgre. PhMr. Eduardem Olivou) na podporu rodin, jejichž živitelé byli členy protinacistického odboje a byli buď zatčeni nebo uprchli za hranice protektorátu.

Josef Eret byl mezi léty 1935 až 1939 v blízkém kontaktu se třemi prezidenty
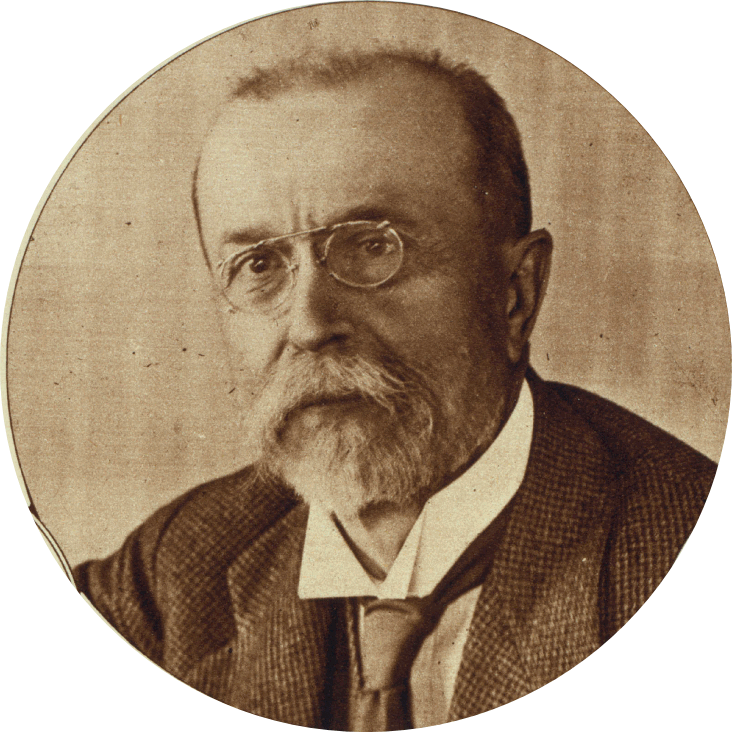
Tomášem Garrigue Masarykem
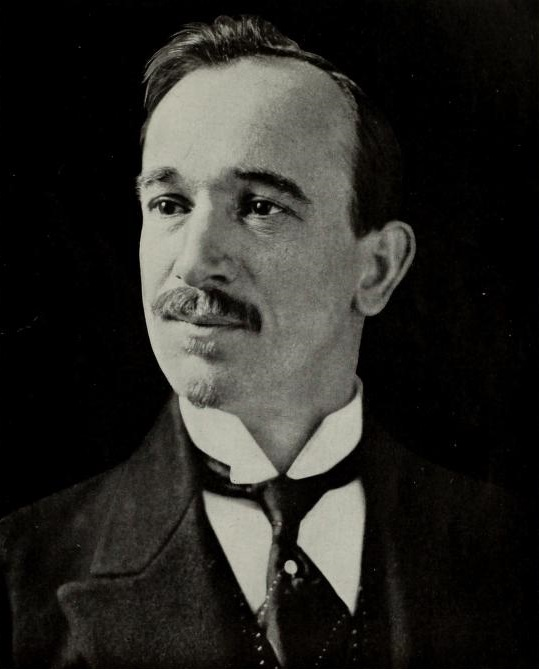
Edvardem Benešem
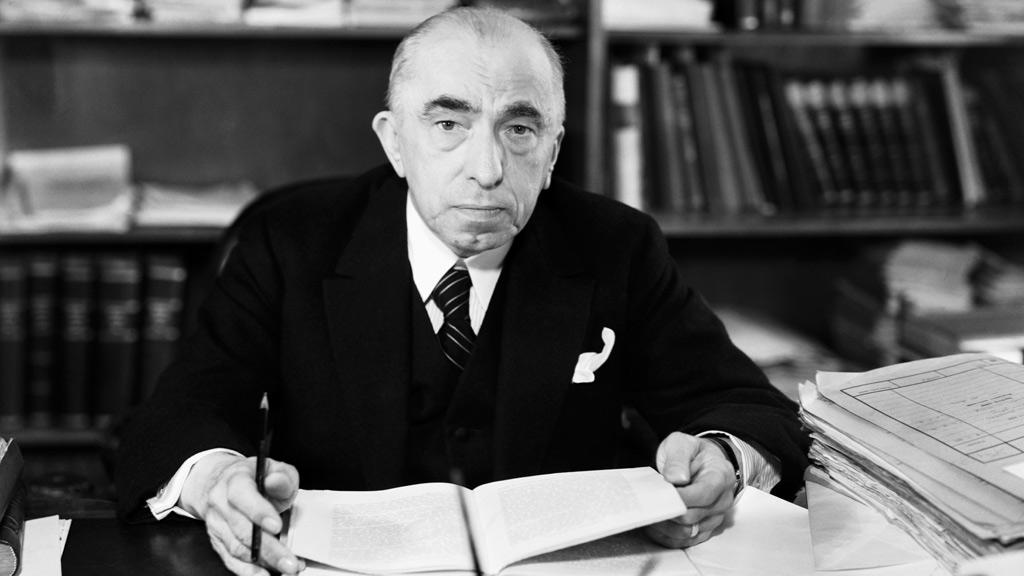
Emilem Háchou

#### Do výslužby
Nejspíše na zásah státního tajemníka Úřadu říšského protektora K. H. Franka byl plukovník Josef Eret před Vánocemi roku 1939 ze svojí funkce v prezidentské kanceláři nuceně uvolněn a od roku 1940 de facto postaven mimo službu. Do odboru ministerstva školství a národní osvěty jako vrchní odborný rada byl Josef Eret převeden od září 1940, ale již počátkem května roku 1941 jej Němci (coby bývalého italského legionáře) dali do výslužby. Josef Eret pracoval až do jara roku 1945 u firmy Chemostav (Celým názvem se firma jmenovala Chemostav, obecně prospěšná akciová společnost stavební a bytová Praha a existovala v letech 1941 až 1952.)

#### Kontakty s odbojem
S domácím protiněmeckým odbojem zůstal ve spojení Josef Eret i po odchodu do výslužby. V rozmezí let 1940 až 1941 měl kontakt s podplukovníkem pěchoty Macnerem a také v roce 1941 získal spojení a informace o odbojové skupině operující v Jindřichově Hradci. Od roku 1942 byl Josef Eret ve styku s podplukovníkem generálního štábu Františkem Bürgerem (František Bürger-Bartoš vykonával v roce 1938 funkci náčelníka štábu českobudějovické 5. divize, které byl podřízen i Pěší pluk 29 v Jindřichově Hradci.)

#### Pražské povstání v květnu 1945

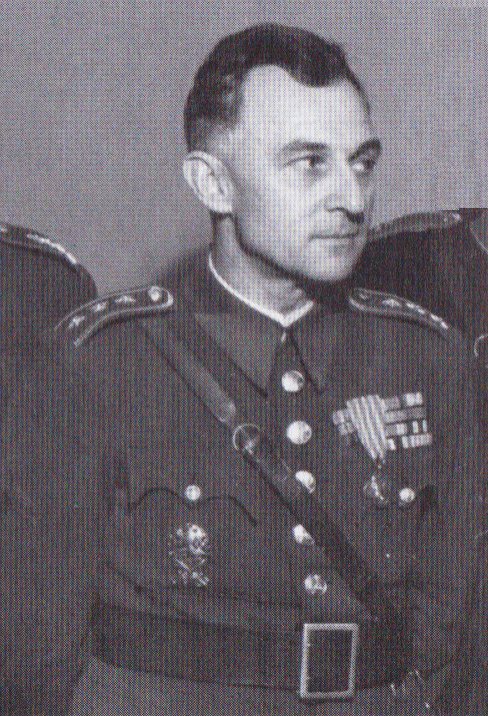
František Bürger-Bartoš – za květnového povstání v roce 1945 náčelník štábu povstaleckého Vojenského velitelství Velké Prahy „Bartoš“

Koncem roku 1944 byl Josef Eret vyzván právě Františkem Bürger-Bartošem ke spolupráci na přípravě povstání. Spolupráce Ereta s Bürgerem začala od jara roku 1945 a završila se květnovým povstáním v Praze v roce 1945. Josef Eret byl během pražského povstání v květnu 1945 členem vojenského velitelství Velké Prahy Bartoš a v průběhu povstání jako velitel úseku Praha-západ zodpovídal za obranu levého břehu Vltavy. V návaznosti na další porevoluční dění působil Eret jako velitel 1. pluku Revolučních gard (RG).

### Po druhé světové válce (do února 1948)
Ve štábu Vojenského okruhu (oblasti) 2 v jihočeském Táboře pracoval plukovník Josef Eret (ve funkci podnáčelníka) od konce května 1945. Funkcí zatímního náčelníka štábu vojenského okruhu 2 (s trváním až do konce března 1946) byl pak jmenován od července 1945. Od dubna 1946 jej ustanovili do funkce náčelníka štábu Vojenské oblasti 2 v Táboře. Hodnost brigádního generála získal Josef Eret v létě roku 1947 Koncem července 1947 byl generál Josef Eret převelen k ministerstvu národní obrany do 2. oddělení Hlavního (generálního) štábu do Prahy.
Funkcí přednosty vojenského oddělení československého vyslanectví ve Vídni byl pověřen od poloviny srpna 1947. (Jednalo se o pozici vojenského atašé ČSR ve Vídni.)

### Rok 1948
Po převzetí moci komunisty v Československu po únoru 1948 došlo i na personální čistky v armádě, která byla budována dle sovětského vzoru a bývalí legionáři a zkušení prvorepublikoví velitelé v ní neměli (vesměs pro svá opačná ideologická stanoviska) logicky místo. Ti starší, komunistům méně nebezpeční, byli penzionováni či odesláni do výslužby, ti mladší, nebezpečnější, byli vtaženi do vykonstruovaných politických procesů, na jejichž základě mohli (a často opravdu byli) být uvězněni, degradováni či jinak perzekvováni.
Poté, co byl generál Josef Eret, pobývající ve Vídni, varován, že se chystá jeho zatčení, odešel dne 21. dubna 1948 ze svého úředního působiště do exilu.
V srpnu 1948 byl brigádní generál Josef Eret označen za zběha a následně degradován na vojína, což se stalo se souhlasem komunistického československého prezidenta Klementa Gottwalda.

### V exilu

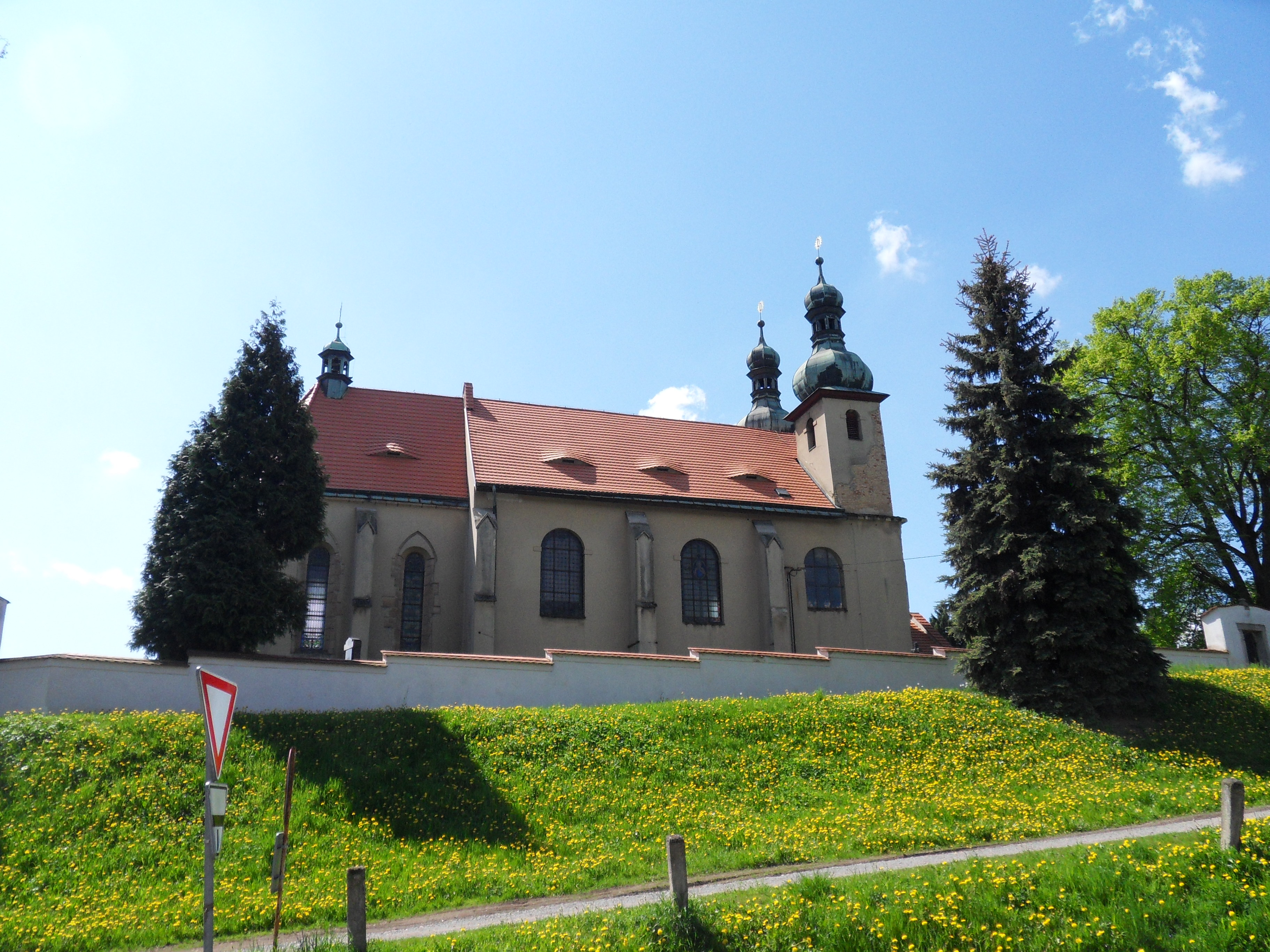
Kostel svatých Šimona a Judy v Dýšině u Plzně

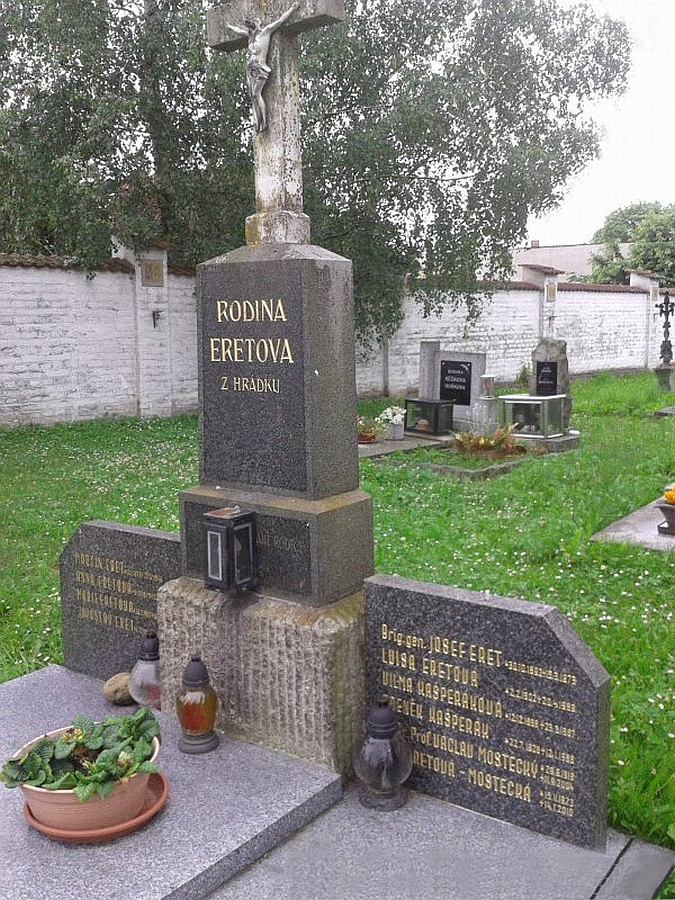
Hrob rodiny Eretů v Dýšině u Plzně

Z Evropy do zámoří se s pomocí přítel dostal Josef Eret i se svojí manželkou Aloisií Eretovou. V USA, kam přesídlili, žili nejprve v New Yorku, později se přestěhovali do Washingtonu, D.C. V Americe se živil zpočátku jako pomocný dělník (zahradník), ale později se stal aktivním členem řady exilových a krajanských organizací a zapojil se do činnosti československé politické emigrace. Vykonával funkci předsedy washingtonské skupiny Svazu československých důstojníků v exilu.
Počátkem roku 1973 se zdravotní stav Josefa Ereta začal zhoršovat a byl převezen do washingtonské nemocnice. Tam zemřel 15. března 1973 ve 20 hodin washingtonského času v přítomnosti kněze a manželky. O jeho skonu referovaly tamní sdělovací prostředky, zatímco ty v socialistickém Československu tuto zprávu neuveřejnily. Za účasti veřejnosti byl Josef Eret pohřben ve Washingtonu dne 18. března 1973. Velkým přáním Josefa Ereta bylo po odchodu z tohoto světa spočinout pod věžemi Dýšinského kostela Nejsvětější Trojice a svatých apoštolů Šimona a Judy Tadeáše. Urna s jeho popelem byla tajně dopravena do Československa a za přítomnosti jen úzkého okruhu nejbližších rodinných příslušníků uložena v polovině roku 1973 do rodinného hrobu. Jeho ostatky jsou uloženy v hrobě na hřbitově katastrálně spadajícím pod obec Dýšina (asi 10 km severovýchodně od Plzně).

### Dovětek
Josef Eret byl nositelem mnoha nejen československých, ale i cizích (francouzských, italských, polských, rumunských) vyznamenání.

### Po sametové revoluci

#### Navrácení hodnosti
V rámci vojenské rehabilitace vojáků ve výslužbě a těch, kteří byli postiženi za své občanské a politické postoje v letech 1948 až 1955 se dostalo i na vojína Josefa Ereta. Rozkazem ministra obrany ČSFR ze dne 6. listopadu 1991 byl in memoriam zrušen výnos tehdejšího ministra národní obrany Ludvíka Svobody, jímž byla brigádnímu generálu Josefu Eretovi odňata (v roce 1948) jeho generálská hodnost.

#### 44. lmpr.

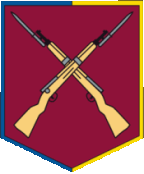
Znak (insignie) 44. lehkého motorizovaného praporu

Dne 29. dubna 2011 podepsal prezident České republiky Václav Klaus dekret, kterým se od 8. května 2011 propůjčil 44. lehkému motorizovanému praporu (44. lmpr.) 4. brigády rychlého nasazení v Jindřichově Hradci čestný název generála Josefa Ereta. Z rukou prezidenta Václava Klause převzal 8. května 2011 na Vítkově v Praze zástupce velitele 44. lmpr. praporovou stuhu, která je nedílnou součástí bojového praporu této jednotky. Dne 16. listopadu 2011 v Žižkových kasárnách v Jindřichově Hradci došlo k předání a svěcení bojového praporu 44. lehkého motorizovaného praporu generála Josefa Ereta. Slavnostní ceremonie se uskutečnila v bývalém sídle Pěšího pluku 29 „plukovníka Josefa Jiřího Švece“ v Jindřichově Hradci, jemuž plukovník Josef Eret v roce 1938 velel.